# Poštak
A Poštak egy hegylánc Horvátország középső részén, Lika területén. A Dinári-hegység, azon belül pedig a Lička Plješivica része.

## Fekvése
A Poštak Lika és a dalmát Zagora határvidékén, valamint Nyugat-Bosznia határa mentén található. Noha a bosnyák határ közelében van, csúcsgerincével a Poštak nagy része Horvátországban található, ahol Lika délkeleti és Észak-Dalmácia határán fekszik.

## Éghajlata
A dalmát Zagora többi déli gerincéhez képest a Poštakot bőségesebb csapadék jellemzi, sok köddel és rengeteg téli hóval. Éghajlati jellemzői alapján a kifejezetten kontinentális éghajlatú Poštak jobban hasonlít a Lika-hegységre, mint a közeli dalmát Zagorára.

## Leírása
Legmagasabb részének fekvése miatt a Poštak a Lička Plješivica külön, legdélebbi ágának számít, amely a Velebit-hegység délkeleti és a boszniai Vilica (más néven Ujilice, 1654 m) határa, valamint a Dinara-hegység legészakibb ága között helyezkedik el. Mivel a hegység északkeleti gerincei egészen Kninsko poljéig terjednek, egyesek Svijalej után a Dinara határlánca mellett a Poštakot (1446 m) tartják a dalmát Zagora második legjelentősebb hegycsúcsának.
Poštak déli lejtőit kivéve, ahol a hegység lejtői fokozatosan ereszkednek a Knini-mező felé, a Poštak lejtői többnyire meredeken vágódnak le. Így a hegységet keleten a mély Butišnica-szurdok, nyugaton a Velebit-hegység felől a Zrmanja szurdokának felső része, északon a Plješivica többi részétől pedig az Una forrásvidékének szurdoka határolja.
Az északi gerinc legmagasabb csúcsai a Bijeli vrh (1446 m) és Kučina Kosa (1441 m), északnyugaton pedig a csupasz sziklás Poštak (1422 m). A déli gerincen a Visibaba (1331 m), a Vranikuk (1216 m), az Orlovica (1201 m), míg a délkeleti csúcsok 1200 m alatt maradnak. A Poštak magasabb északi és keleti gerinceinek nagy része mezozoikumi dolomitból épült fel. Keleten Butišnica felett jelentős természeti jelenségek, a Kozja jama és a Babića jezero találhatók.

## Növényvilág
A Poštak legmagasabb gerincei füves sziklás területek, de valamivel lejjebb már hatalmas bükkösök és fenyők kezdődnek. A keleti dolomitos lejtőkön sok fenyőerdő található, míg a nyugati és déli alsó lejtőket foltokban tölgyesek és gyertyánosok borítják. A leggazdagabb flórát a dolomitos lejtők hordozzák, ahol például moltkiák, különféle liliomok (Lilium cattaniae és L. croceum), íriszek (Iris dinarica és I. bosniaca), dinári haranglábak (Aquilegia dinarica) és a dinári karszt egyéb ritka endémiái nőnek. Eddig 721 különféle növény ismeretes Poštak különleges hegyi flórájában.